# Ilione albiseta
Ilione albiseta är en tvåvingeart som först beskrevs av Giovanni Antonio Scopoli 1763.  Ilione albiseta ingår i släktet Ilione och familjen kärrflugor. Arten är reproducerande i Sverige. Inga underarter finns listade i Catalogue of Life.

## Bildgalleri

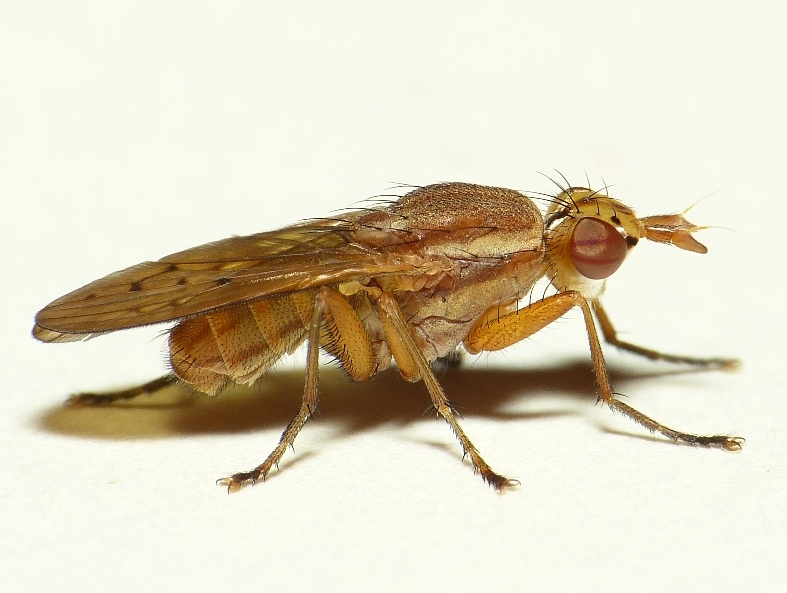